# تیگات
تیگات (انگلیسی: Tegut) شرکت خرده‌فروشی آلمانی است، که در سال ۱۹۴۷ تأسیس شد.